# راکفیش (کارولینای شمالی)
راکفیش (به انگلیسی: Rockfish) شهری در ایالت کارولینای شمالی کشور ایالات متحده آمریکا است که جمعیت آن در سرشماری سال ۲۰۱۰ میلادی، ۳٬۲۹۸ نفر بوده‌است.